# Simon Attila (labdarúgó, 1983)
Simon Attila (Budapest, 1983. február 4. –) magyar labdarúgó.

## Pályafutása
Pályafutását a BKV Előrében kezdte, ahol 50 meccsen ötször talált az ellenfelek hálójába. Majd Soroksárra igazolt, ahol egy szezon alatt 26 meccsen 11 gólt ért el. Teljesítményére felfigyelt a Diósgyőr is, ahol két esztendő alatt a közönség kedvencévé vált, a második esztendőben házi gólkirály lett. Majd szerződése lejárta után Újpestre igazolt, ahol nem kapott túl sok játéklehetőséget, többnyire Rajczi és Kabát cseréje volt.
2010 februárjában Kecskemétre szerződött. Szerződése 2012. június 30-áig szólt. Az új csapatánál a 9-es mezszámot szerette volna hordani, azonban azt már előtte lefoglalta a klub szintén új játékosa, Dudu, így Simon a tavasz során a 27-es mezben szerepelt. 2011 decemberében közös megegyezéssel szerződést bontott a Kecskeméttel.
2010 augusztusában fél évre kölcsönbe a Zalaegerszegi TE csapatához került. Itt először szeptember 11-én lépett pályára csereként Budapest Honvéd ellen 1–0-ra elvesztett találkozón. Első gólját ötödik fellépésén szerezte október 16-án a BFC Siófok ellen 4–0-ra megnyert bajnokin.
2015 és 2016 között a Gyirmót FC játékosa volt. A 2015–2016-os NB II-es idényben 27 bajnokin 12 gólig jutott és bajnoki címhez, valamint feljutáshoz segítette csapatát.
Az élvonalban az ifj. Bene Ferencet váltó Urbányi Istvántól mindössze hat bajnokin kapott lehetőséget, ezért 2016. december 28-án közös megegyezéssel szerződést bontottak.
2017. január 10-én aláírt a másodosztályú Dorogi FC-hez.
A 2017-2018-as idényben huszonkilenc mérkőzésen négyszer talált a kapuba. A szezon végén távozott a Dorogtól. 2018. július 22-én a harmadosztályú Szolnoki MÁV csapata igazolta le.
2023-ban a Survivor Hungary – A generációk harca egyik versenyzője.

## Sikerei, díjai
Gyirmót FC
- Másodosztályú bajnok: 2015–16

Egyéni
- NB I gólkirály: 2013–14

## További információ
- Simon Attila (magyar nyelven). hlsz.hu
- Adatlapja (magyar nyelven). mlsz.hu
- Simon Attila (angol nyelven). worldfootball.net